# Edmund Mayer
Pour les articles homonymes, voir Mayer.
Edmund Mayer ( 20 septembre 1912 -15 décembre 1984)  fut, pendant la Seconde Guerre mondiale, un agent secret mauricien du Special Operations Executive.

## Biographie
1912. Le 20 septembre, Edmund Mayer naît à Quatre Bornes (île Maurice).
La famille s’établit à Madagascar. Il y travaille comme agent d’assurance et opère comme consul honoraire de Suède.
1939. Il se marie
1940. Il est agent de renseignements pour les alliés.
1943. Il se rend en Angleterre pour y suivre l’entraînement d’agent du SOE.
1944.
Mission en France
Définition de la mission : second du réseau FIREMAN, dont son frère Percy est le chef.
- Mars. Dans la nuit du 7 au 8, il est parachuté en France, à Loubressac, près de Saint-Céré (Lot), en même temps que son frère Percy. Il prend contact avec les groupes de résistants des départements de l’Indre et de la Haute-Vienne, organise les réceptions d’armes et d’explosifs et forme des équipes de sabotage. Il s’acquitte de ces tâches avec un succès complet et, au moment opportun, les chemins de fer et les télécommunications de toute cette région seront sabotés avec efficacité.
- Juin. Après le débarquement, il est intégré au 2e bataillon FTP de l’Indre-sud. Il établit d’excellentes relations avec les chefs FTP (communistes) et contribue au succès obtenus par ces groupes avec lesquels il assume la réception de quelque 300 tonnes d’armes et de munitions, dont il avait organisé le parachutage, effectué par 90 avions. Son travail de renseignement est également très important. Sa contribution à la prise et à la sauvegarde du barrage d’Éguzon est capitale. Il prend part à plusieurs combats de guérilla.

1945. Le 24 janvier, il quitte le SOE.

### Après la guerre
Il retourne à Madagascar.
1974. Son épouse meurt à Tananarive le 3 avril.
Il s’établit dans le sud de la France.
1984. Au cours d’un séjour à La Réunion, où son fils est directeur de l’hôpital des enfants, il meurt à Sainte-Clotilde le 15 décembre.

## Identités
- État civil : Edmund Richard Mayer
- Comme agent du SOE, section F :
  - Nom de guerre (field name) : « Maurice »
  - Nom de code opérationnel : WARDER
  - Autre pseudo : Marie
- Surnom familier : Dicko

Parcours militaire : captain (lors de sa mission en France, 1944)

## Famille
- Son père : Edwin Edward Mayer.
- Sa mère : Bertha Brown.
- Ses frères : Percy et James, également agents du SOE.
- Sa femme : Louise Henriette Sanglier, fille de Louis Sanglier et de Julia Potier de Courcy. Mariage le 4 juillet 1939 à Tananarive. Leurs enfants : (3, nés à Madagascar) : Georges Richard (né le 19 février 1941), Éric (né le 5 août 1942), Allan (mort en bas âge).

## Reconnaissance
Edmund Mayer a reçu les distinctions suivantes :
- Royaume-Uni : membre de l’Ordre de l'Empire britannique (MBE),
- France : Croix de guerre 1939-1945, citoyen d’honneur de Saint-Benoît-du-Sault-Prissac (Indre)

## Sources et liens externes
- Fiche Mayer, Edmund Richard sur le site du Special Forces Roll of Honour.
- J. Maurice Paturau, Agents secrets mauriciens en France 1940-1945, s.d. (1994 ou 1995)
- Michael R. D. Foot et , pour l’avant-propos et les notes, Jean-Louis Crémieux-Brilhac (annot.) (trad. de l'anglais par Rachel Bouyssou), Des Anglais dans la Résistance : le service secret britannique d'action (SOE) en France, 1940-1944 [« SOE in France. An account of the Work of the British Special Operations Executive in France, 1940-1944 »], Paris, Tallandier, 2008, 799 p. (ISBN 978-2-84734-329-8). Ce livre présente la version officielle britannique de l’histoire du SOE en France. Une référence essentielle sur le sujet du SOE en France.
- Lt. Col. E.G. Boxshall, Chronology of SOE operations with the resistance in France during world war II, 1960, document dactylographié (exemplaire en provenance de la bibliothèque de Pearl Witherington-Cornioley, consultable à la bibliothèque de Valençay). Voir sheet 38, FIREMAN CIRCUIT.